# Franz Hinterholzer
Franz Hinterholzer, né le 15 décembre 1851 à Salzbourg, et mort le 22 octobre 1928 dans la même ville, est un peintre paysagiste autrichien.

## Biographie
Franz Hinterholzer est né le 15 décembre 1851 à Salzbourg.
Malgré une maladie oculaire chronique, Hinterholzer décide d'étudier la peinture et à partir du 27 novembre 1868, il fréquente la classe d'antiquité de l'Académie des beaux-arts de Munich. Après avoir terminé ses études, Hinterholzer se rend, entre autres, dans le nord de l'Allemagne, en Italie et en France.
De retour à Salzbourg, il fonde une école de peinture privée en 1886. Ses élèves comprenaient Anton Steinhart, Michael Ruppe et Franz Kulstrunk (de). Il a exposé ses œuvres au Palais des glaces de Munich et au Künstlerhaus de Vienne.
En 1895, le peintre épouse Maria Rotter et déménage son atelier de la Salzburg Künstlerhaus à son appartement privé au 38 Müllner Hauptstraße.
Hinterholzer a travaillé pour le magazine Fliegende Blätter de Munich et, avec son ami Franz von Pausinger, a illustré le volume de Salzbourg d'un ouvrage sur la monarchie austro-hongro-hongroise. Dans de nombreux articles, Hinterholzer a critiqué la destruction progressive de la zone environnante de la ville de Salzbourg.
En 1905, Hinterholzer obtient le titre de Cavalier civil en tant que peintre de cour et professeur de dessin de la famille grand-ducale Habsbourg-Toscane.
En 1913, sa maladie oculaire s'est propagée à l'œil droit précédemment en bonne santé. Après la Première Guerre mondiale, l'artiste aveugle est resté démuni et a vécu avec une pension de grâce.
Il meurt le 22 octobre 1928 dans sa ville natale.

## Œuvres

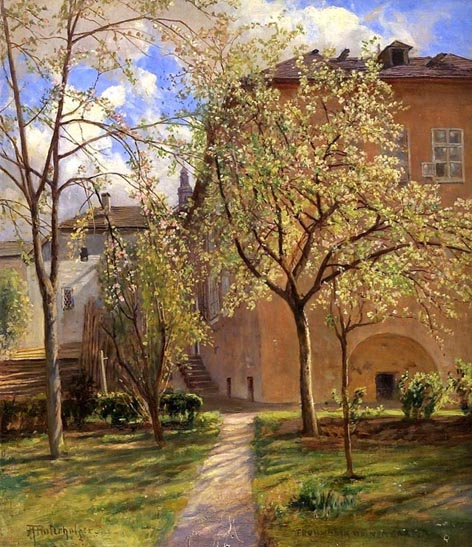
Frühling in meinem Garten (1910)

- Nel parco, vers 1890, huile sur carton[3]
- Frühling in meinem Garten, 1910

## Hommage
Dans la ville de Salzbourg, le quai Franz Hinterholzer porte le nom du peintre.

## Exposition posthume
En 2002, le Carolino Augusteum Museum de Salzbourg lui a consacré une exposition : Der Landschaftsmaler Franz Hinterholzer (Le peintre paysagiste Franz Hinterholzer).